# يو إف سي 128
يو إف سي 128: شوغون ضد جونز (بالإنجليزية: UFC 128: Shogun vs. Jones)‏ هو حدث لفنون القتال المختلطة نظمته يو إف سي، أُقيم في 19 مارس 2011، على مركز الحصافة في نيوآرك، نيو جيرسي، الولايات المتحدة.